# Kemi Adesoye
Kemi Adesoye (Kaduna, Nigeria) cuyo nombre real es Oluwakemi Adesoye es una guionista conocida especialmente por su aclamada película The Figurine que también ha realizado los guiones de varios episodios de la serie de televisión Tinsel.

## Primeros años
Adesoye tenía tres hermanos mayores y creció en su ciudad natal. Obtuvo su admisión en la Universidad para estudiar Arquitectura mientras mantenía la afición por el cine que tenía desde joven, que se incrementó cuando cayó en sus manos el libro The Elements of Script Writing de Irwin R. Blacker, que le influenció, si bien en esa época no pensaba que fuera a dedicarse a escribir. Después que se graduó en Arquitectura en la Universidad Federal de Tecnología de Minna, en el estado de Níger, decidió mejorar su preparación para la escritura, lo que tropezaba con la dificultad de que no había en el país escuelas de escritura de guiones, a lo que se sumaba la falta de quienes eran cercanos a ella; sin embargo, ya decidida la dirección en que se encaminaba comenzó a aprender la escritura de guiones en Internet y tomó un curso de escritura de guiones en la Academia de Cine de Nueva York en los Estados Unidos. 

## Actividad profesional
Más adelante, Adesoye trabajó en una estación de radio durante cinco años, en tanto continuaba escribiendo en forma paralela y en 1998 escribió su primer guion. Asistió a un taller en IFBA International Film and Broadcast Academy, donde se enteró de "New Directions", un proyecto patrocinado por MNet, una compañía que estaba buscando historias cortas. Adesoye envió el guion corto The Special Gele, que fue uno de los cinco semifinalistas, y si bien no ganó la competencia,le dio el aliento que necesitaba para seguir avanzando. Dos años después, envió material para otra edición de la misma competencia y ganó por lo que vio su guion convertido en un cortometraje y al año siguiente volvió a competir y a ganar.
El proyecto New Directions le ofreció a Adesoye la oportunidad de conocer a cineastas nigerianos como Amaka Igwe y a otros productores cinematográficos. Posteriormente, Adesoye se incorporó a la serie médica Doctors Quarters producida por DStv. Continuó trabajando hasta que conoció a Kunle Afolayan, para quien escribió la película de suspenso The Figurine, que al ser estrenada cosechó buenas críticas y ganó importantes premios, incluidos cinco de la Academia Africana de Cine.
El éxito abrumador de The Figurine ubicó a Adesoye como uno de los escritores más selectos de Nollywood; comenzó a escribir para importantes series de televisión como of Paradise, Tinsel, Hotel Majestic y varias películas, incluida la aclamada comedia romántica Phone Swap.

## Comentario
Sobre la escritura en la época actual opinó:

"Es necesario que tenga un patrón particular de escritura, especialmente ahora que la industria está creciendo y el mundo se está convirtiendo en una aldea global. Debes salir de tu zona de confort para sobresalir"

## Filmografía
Guionista
- Lotanna (2017)
- Fifty (2015)
- New Horizons (cortometraje, 2014)
- African Metropolis (2013)
- The Line-Up (cortometraje, 2013)
- Phone Swap (2012)
- The Figurine (2009)
- Prize Maze

## Televisión
- Crazy, Lovely, Cool (serie, 2018)
- Battleground (serie, 2017)
- Hotel Majestic (serie, 2015-2016)
- Shuga (serie, 2013)
- Tinsel (serie 2008–presente)
- Edge of Paradise (2006-)
- Doctors' Quarters (2005-2006)

## Premios y reconocimientos
| Año  | Premio                                       | Categoría            | Obra       | Resultado |
| ---- | -------------------------------------------- | -------------------- | ---------- | --------- |
| 2012 | Premios Lo Mejor de Nollywood                | Guion del año        | Phone Swap | nominada  |
| 2013 | Premios Nollywood de Cine                    | Mejor guion original | Phone Swap | ganadora  |
| 2013 | Premios Íconos de Oro de la Academia de Cine | Mejor guion original | Phone Swap | nominada  |